# Jeanette Muirhead
Jeanette Muirhead (* 1964) ist eine australische Paläomammalogin, die sich vornehmlich mit fossilen Beutelwölfen und Nasenbeutlern aus der Fossillagerstätte Riversleigh befasst. Zudem ist sie im Naturschutz aktiv.

## Leben
Muirhead wurde 1994 unter der Leitung von Michael Archer mit der Dissertation Systematics, evolution and palaeobiology of recent and fossil bandicoots (Peramelemorphia, marsupialia) Systematics, evolution and palaeobiology of recent and fossil bandicoots (Peramelemorphia, marsupialia) zum Ph.D. an der University of New South Wales promoviert. Von 2010 bis 2016 war sie Mitarbeiterin am Programm Threatened Species Assessment and Advice des Department of Climate Change, Energy, the Environment and Water in Australien. Seit November 2016 ist sie Mitarbeiterin beim Programm Policy and Regulation – International Wildlife Trade and Endangered Species des Department of Agriculture, Water and the Environment in Canberra. Neben ihren paläontologischen Studien war sie maßgeblich an der Erstellung von Verwaltungsdokumenten für die UNESCO-Welterbestätten Willandra und Riversleigh beteiligt. Muirhead beschrieb mehrere fossile Beutelwolf- und Nasenbeutlerarten.

## Dedikationsnamen
Der australische Paläontologe Stephen Wroe beschrieb 2001 die Beutelwolfart Maximucinus muirheadae zu Ehren von Jeanette Muirhead.

## Erstbeschreibungen von Jeanette Muirhead
- Nimbacinus dicksoni Muirhead & Archer, 1990
- Nimbacinus richi Muirhead & Archer, 1990
- Thylacinus macknessi Muirhead, 1992
- Yarala Muirhead & Filan, 1995
- Yaralidae Muirhead & Filan, 1995
- Ngalamacinus Muirhead, 1997
- Peramelus bowensis Muirhead, Dawson & Archer, 1997
- Wabulacinus Muirhead, 1997
- Badjcinus Muirhead & Wroe, 1998
- Numbigilga Beck, Archer, Godthelp, Mackness, Hand & Muirhead, 2008
- Galadi Travouillon, Gurovich, Beck & Muirhead, 2010
- Madju encorensis Travouillon, Archer, Hand & Muirhead, 2014
- Madju variae Travouillon, Archer, Hand & Muirhead, 2014
- Peramelus wilkinsonorum Travouillon, Louys, Price, Archer, Hand & Muirhead, 2017
- Silvicutor hamiltonensis Travouillon, Louys, Price, Archer, Hand & Muirhead, 2017
- Silvicutor karae Travouillon, Louys, Price, Archer, Hand & Muirhead, 2017